# Fusível térmico
Um fusível térmico é um dispositivo de segurança elétrico que interrompe a circulação de corrente elétrica quando aquecido a determinada temperatura, específica. 

## Funcionamento

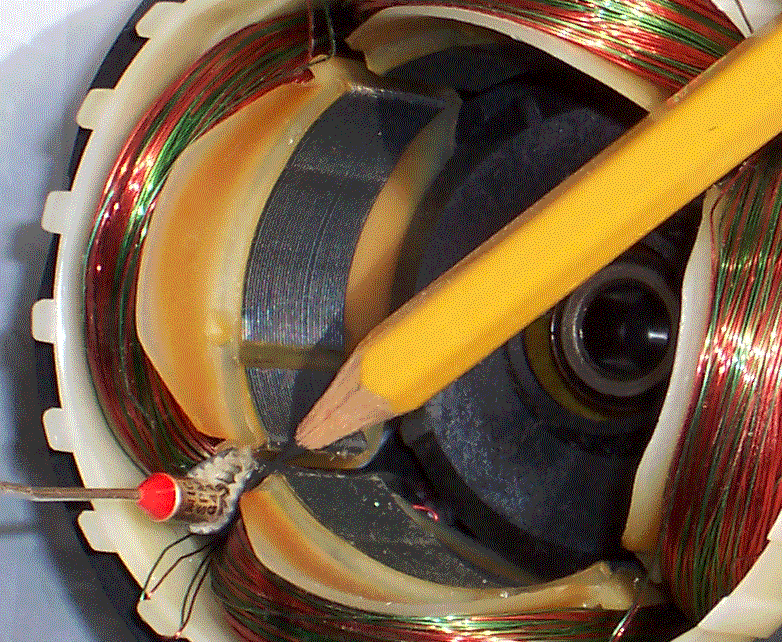
Fusível Térmico atuando na proteção de um Motor elétrico

Um fusível térmico é um dispositivo de proteção que utiliza uma única ligação. Ao contrário do termostato que restaura-se automaticamente quando a temperatura cai, o fusível térmico baseia-se no funcionamento do fusível elétrico, ou seja, um dispositivo de uso único que não pode ser reposto e deve ser substituído por um novo quando falha ou é acionado. Um fusível térmico se vê mais útil, quando o aquecimento provocado, é um resultado de uma ocorrência rara, como uma insuficiência de um equipamento, por exemplo.
O mecanismo funciona com uma paleta montada em cima de uma mola, sendo a paleta presa em um sedimento sólido. Quando o sedimento derrete, a mola é liberada, separando os contatos e interrompendo a circulação de corrente elétrica no circuito.
Fusíveis térmicos são normalmente encontrados em aparelhos elétricos que geram calor, como secadores de cabelo e cafeteira ou em motores elétricos. Eles funcionam como dispositivos de segurança que interrompem a circulação de corrente, para o aparelho, caso o termostato não entre em ação, evitando assim que a temperatura atinja níveis altos, podendo evitar um princípio de incêndio.
Ao contrário de fusíveis elétricos ou disjuntores, fusíveis térmicos somente reagem a uma temperatura excessiva, ou até que o composto do fusível derreta, caso contrário o fusível não entrara em ação.